# Baphuon
Il Baphuon è un tempio di Angkor in Cambogia. Situato ad Angkor Thom, a nordovest del Bayon, è un tempio-montagna a cinque livelli.

## Storia
Fu costruito come tempio di stato di Udayadityavarman II a metà dell'undicesimo secolo e dedicato al dio indu Shiva nel 1060. Da esso prende il nome lo stile Baphuon.
Il suo aspetto colpì profondamente Zhou Daguan, un inviato dell'imperatore Chengzong della dinastia Yuan, che durante la sua visita dal 1296 al 1297 scrisse della «Torre di Bronzo [...] un vero e proprio spettacolo sorprendente, con più di dieci camere alla base» che superava in altezza la stessa "Torre d'Oro" (il Bayon). Nel tardo quindicesimo secolo, il Baphuon fu convertito a tempio buddista. Una statua di Budda alta 9 metri e lunga 70 metri fu costruita sul lato occidentale del secondo livello, cosa che probabilmente richiese la demolizione della torre che sovrastava per 8 metri e che quindi spiegherebbe oggi la sua assenza. Il tempio fu costruito in arenaria su una base sabbiosa e a causa delle sue immense dimensioni si dimostrò presto instabile. Delle grosse porzioni erano probabilmente già collassate al tempo in cui fu aggiunta la statua di Buddha.

## Galleria d'immagini

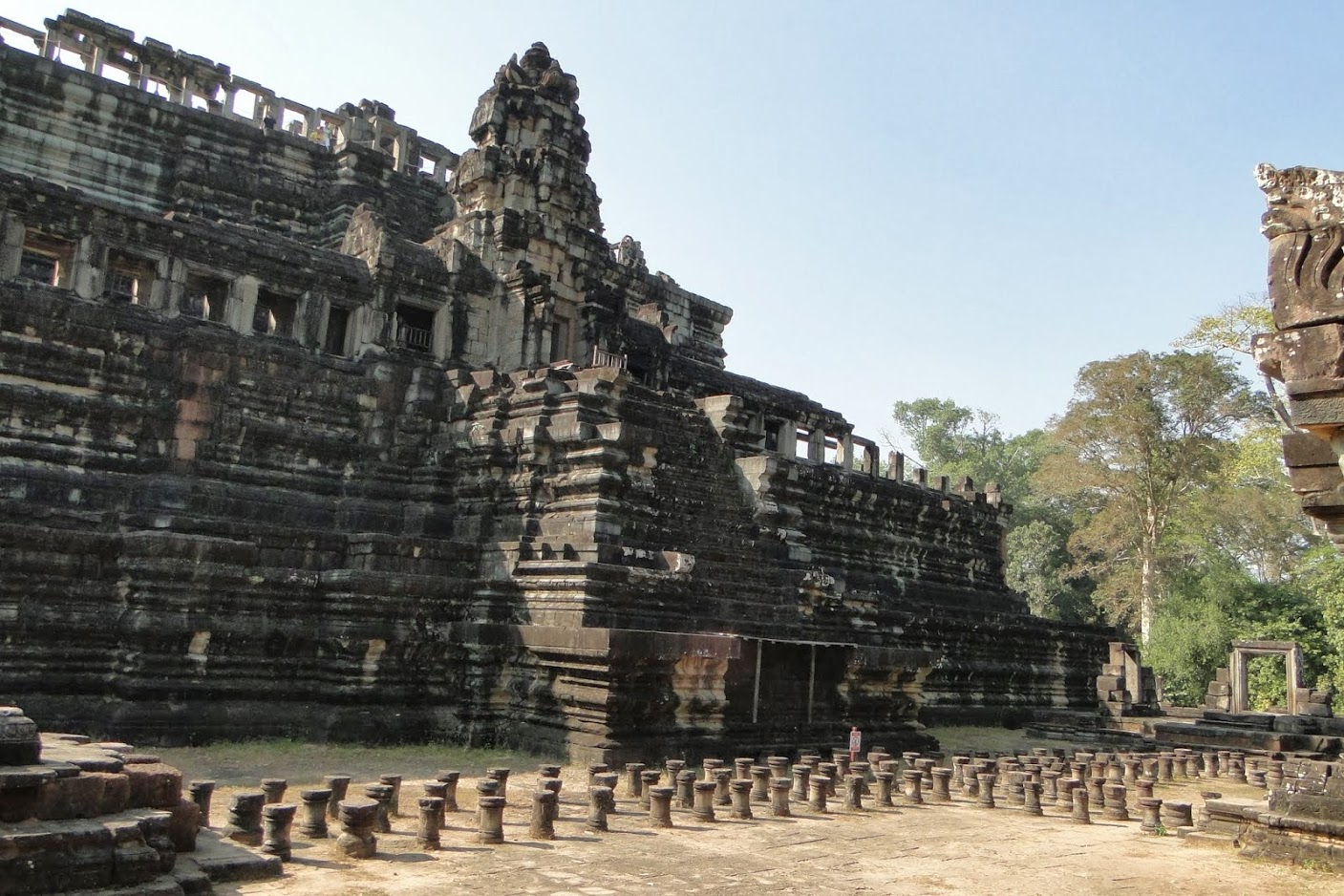
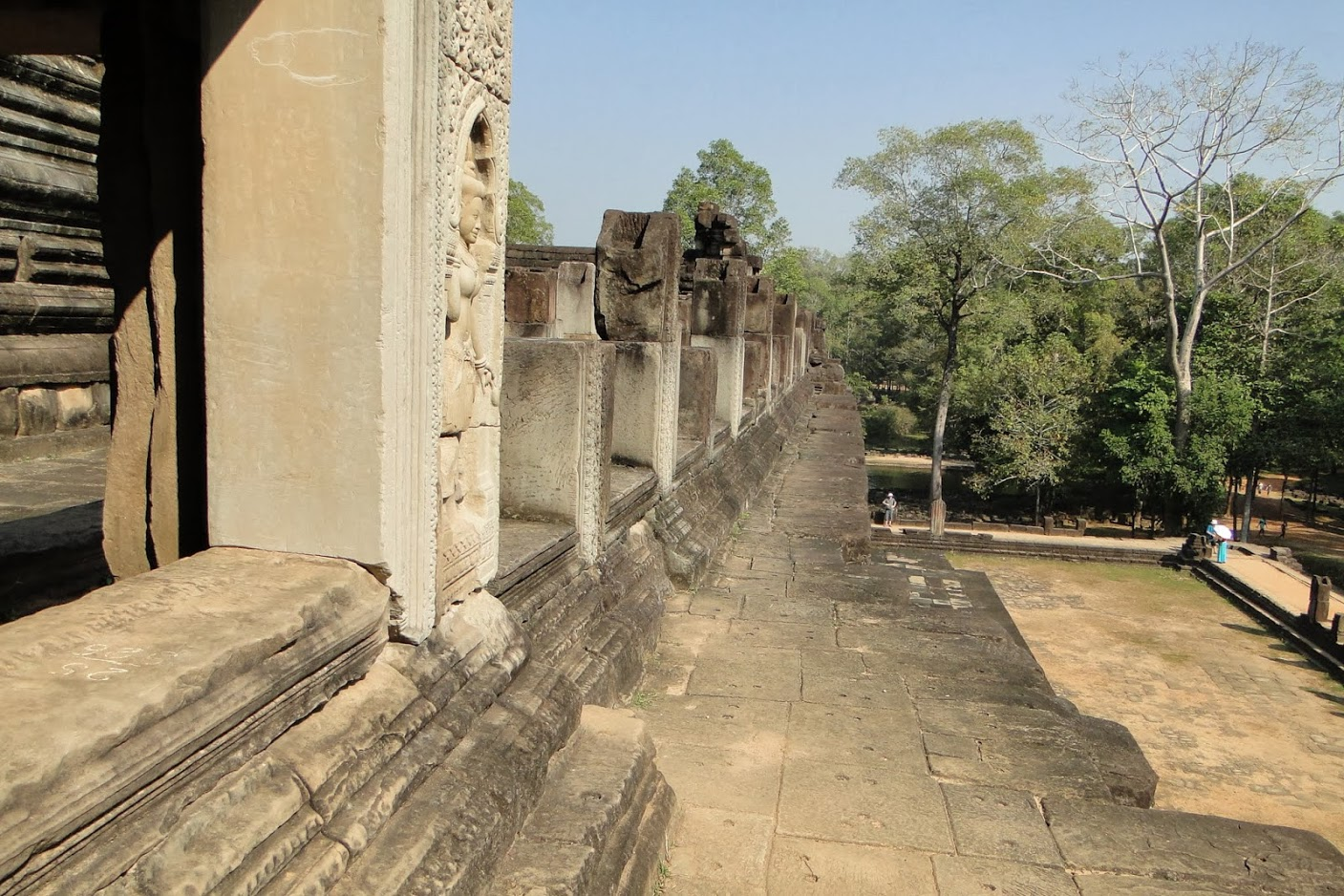
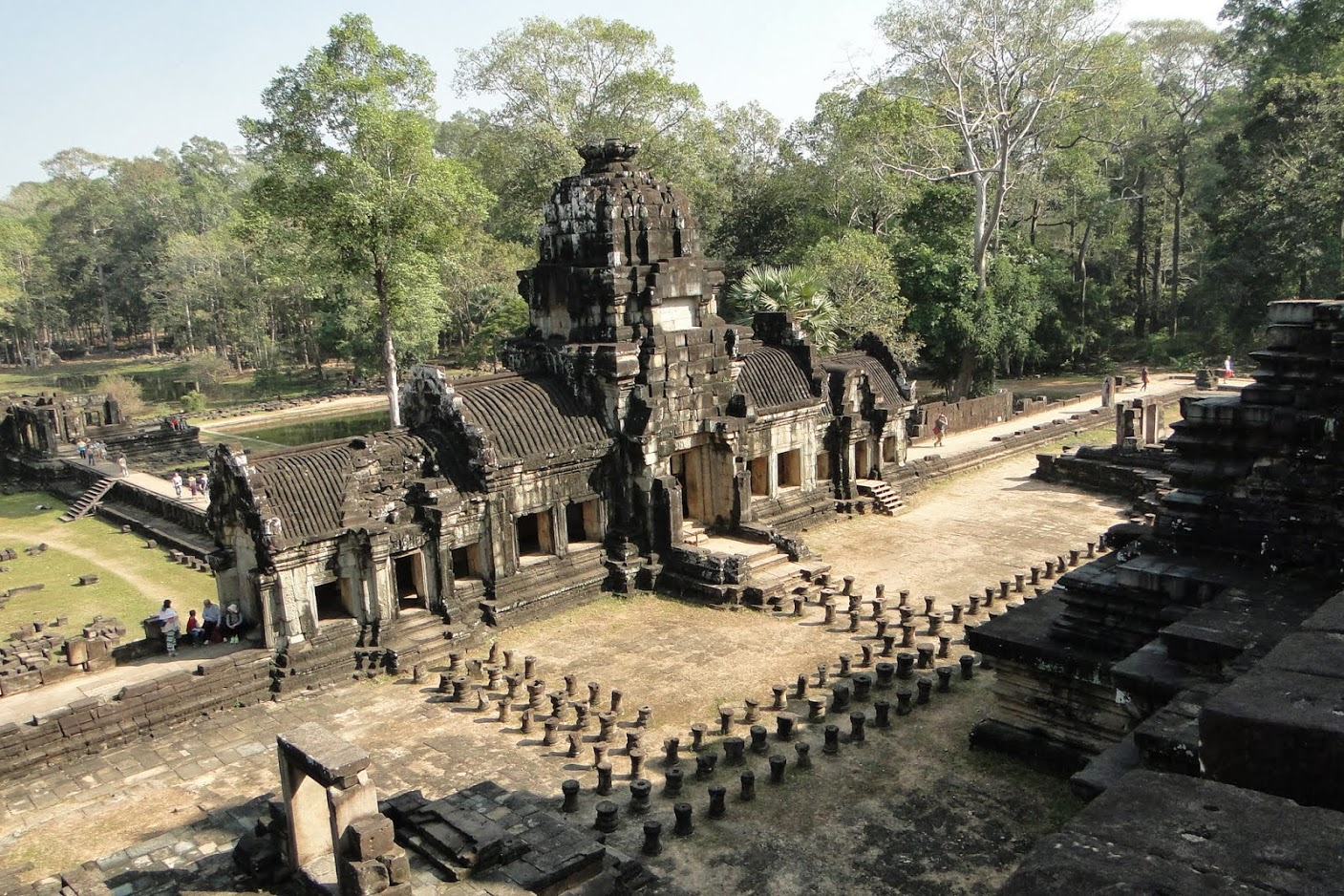
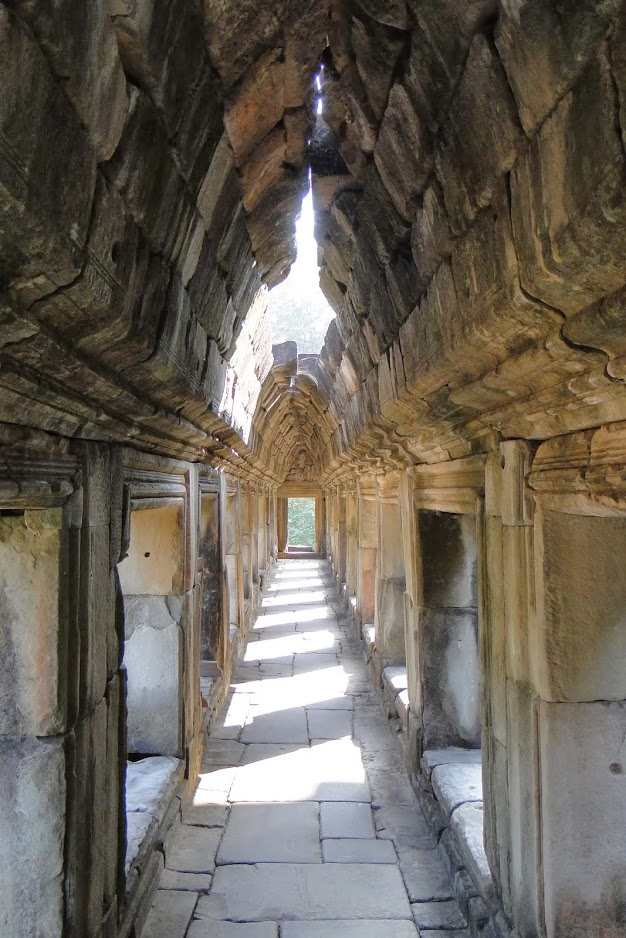
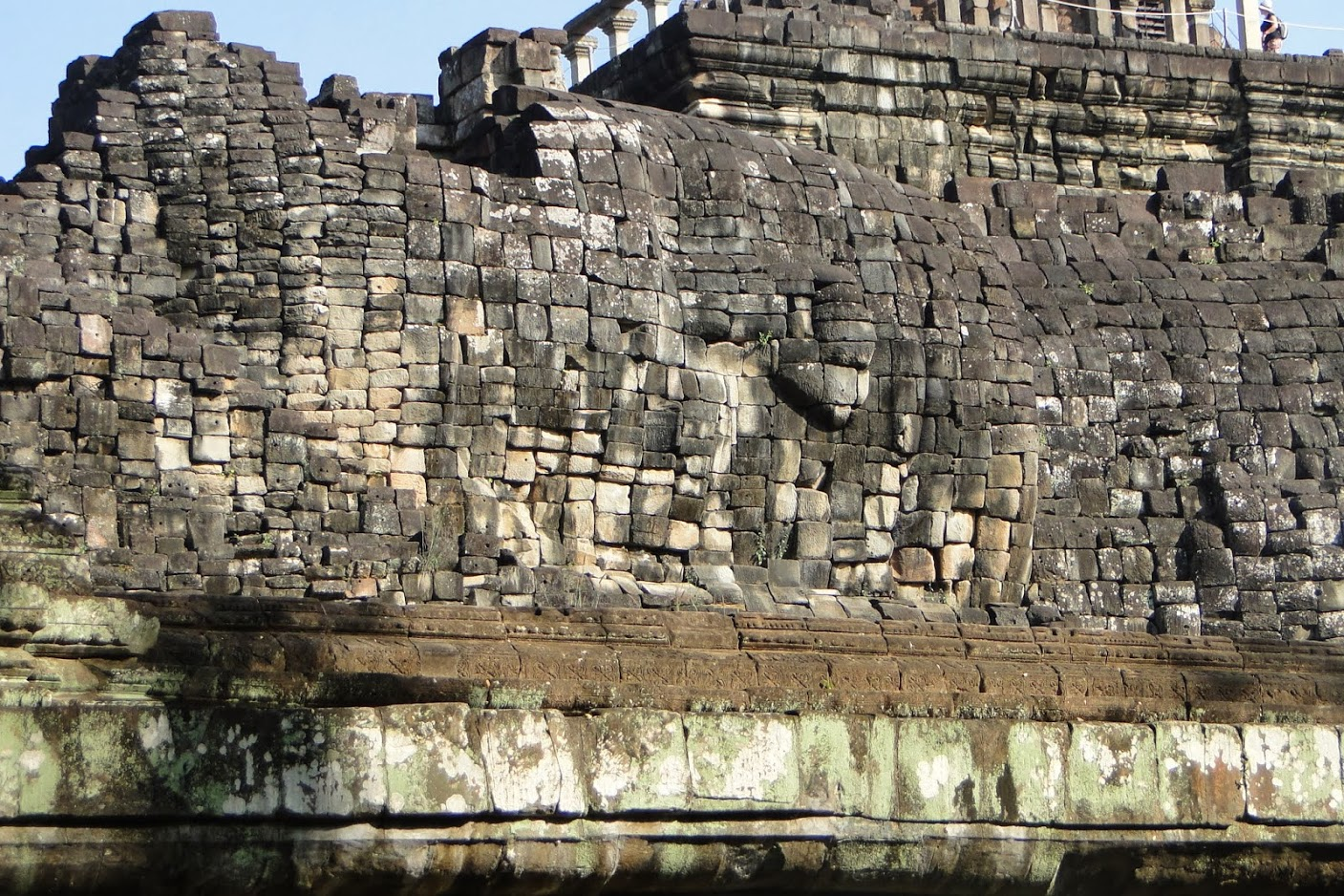
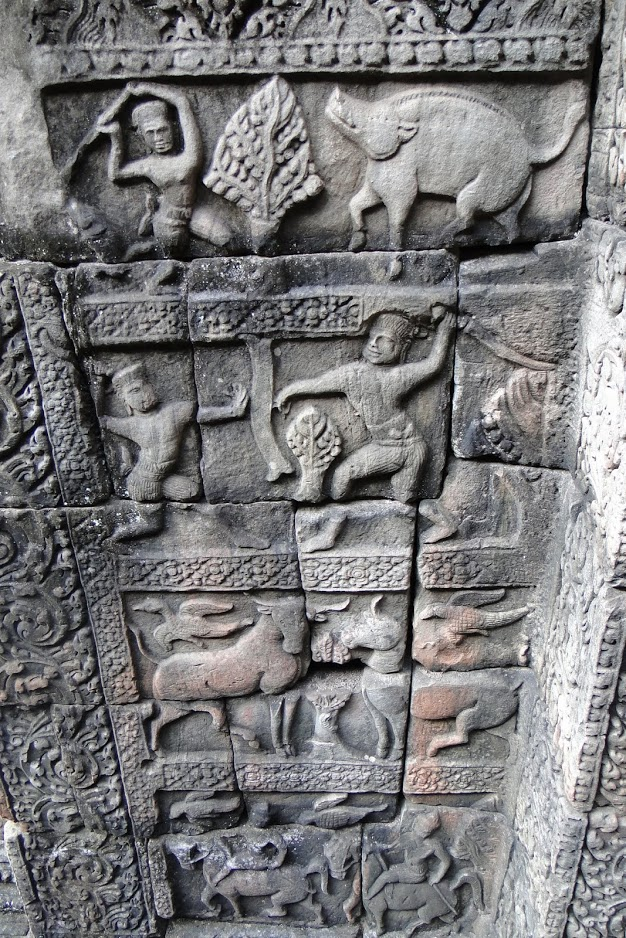
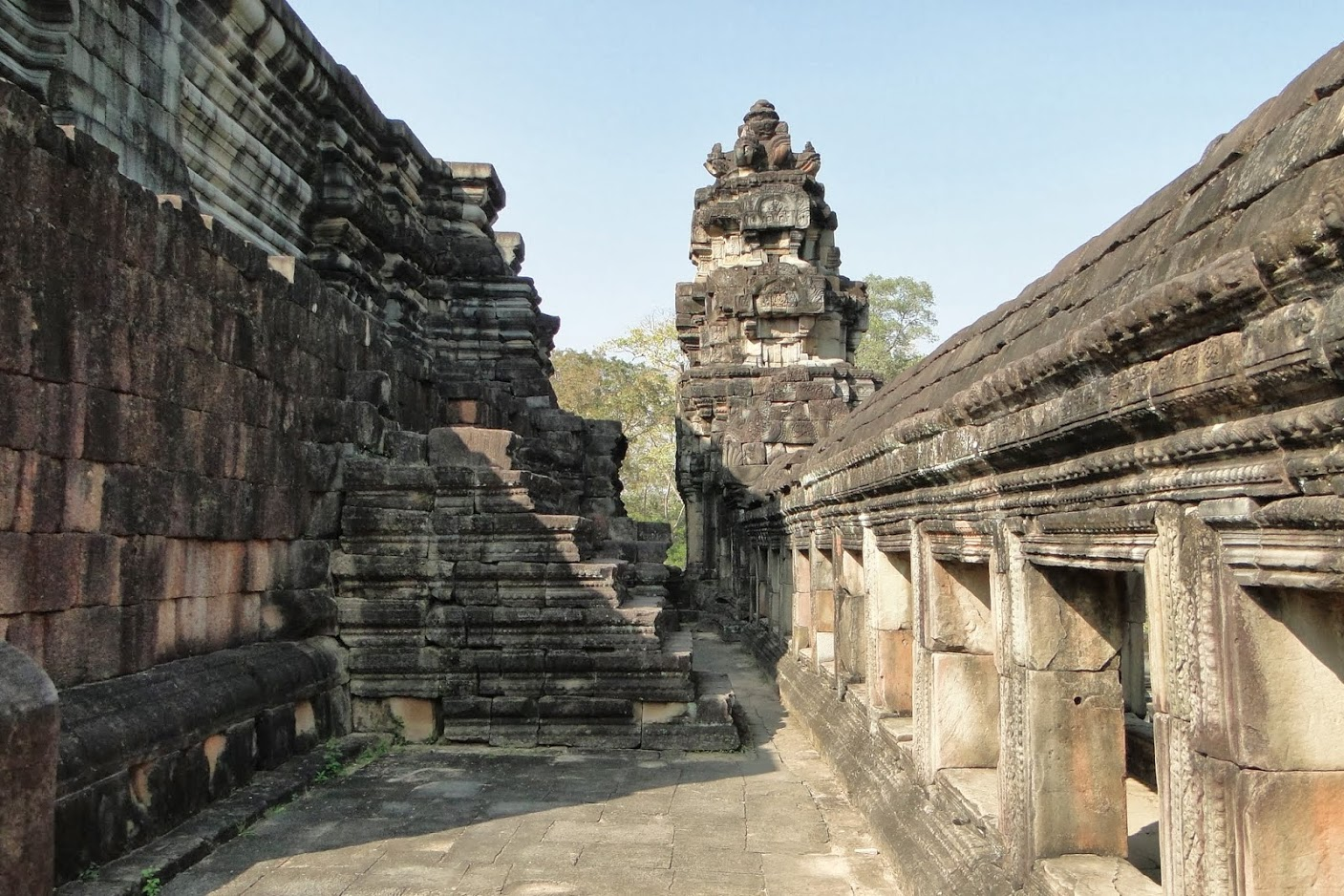

## Caratteristiche
Si estende in direzione est-ovest e la base della piramide, rettangolare anziché quadrata come nei templi-montagna precedenti, misura 132 per 107 metri. I cinque livelli hanno la stessa altezza, anche questa caratteristica inusuale nei templi khmer. Il recinto esterno misura 360 per 120 metri, confina a Nord con il Palazzo Reale mentre ad Est il gopura di entrata ed il muro orientale sono sulla stessa linea della Terrazza degli Elefanti, costruita un secolo e mezzo più tardi. Dal gopura una strada sopraelevata lunga circa 200 m, aggiunta successivamente alla costruzione della piramide, porta al tempo. Caratteristici sono anche i bassorilievi, scolpiti su mattonelle disposte una sull'altra sulle mura del tempio a guisa di piastrelle.

## Restauri
Nel ventesimo secolo la maggior parte del tempio era oramai crollata e i tentativi di restauro si presentavano problematici. Un primo tentativo cominciato nel 1960 fu interrotto dalla salita al potere dei Khmer rossi, e le registrazioni della posizione delle varie pietre andarono perdute.
Il restauro, ripreso a metà degli anni Novanta a cura dell'EFEO e sovvenzionato interamente dal governo francese, è costato circa 10 milioni di euro. L'inaugurazione ufficiale del tempio è avvenuta il 3 luglio 2011, alla presenza di Sua Maestà Norodom Sihamoni e del Primo Ministro francese François Fillon.